# Begonia oaxacana
Espèce
Synonymes
- Begonia luxii C.DC.[1]
- Begonia oaxacana var. pilosula A.DC.[1]
- Begonia plagiata Linden ex A.DC.[1]
- Begonia serrulatoala C.DC.[1]

Begonia oaxacana est une espèce de plantes de la famille des Begoniaceae.
L'espèce fait partie de la section Parietoplacentalia.
Elle a été décrite en 1859 par Alphonse Pyrame de Candolle (1806-1893).

## Répartition géographique
Cette espèce est originaire des pays suivants : Costa Rica ; El Salvador ; Guatemala ; Mexique ; Panama.

## Liste des variétés
Selon Tropicos (21 février 2017) (Attention liste brute contenant possiblement des synonymes) :
- variété Begonia oaxacana var. oaxacana
- variété Begonia oaxacana var. pilosula A. DC.
- variété Begonia oaxacana var. stenoptera (C. DC.) L.B. Sm. & B.G. Schub.